# Andrey Tereshin
Andrey Tereshin (né le 15 décembre 1982 à Kinechma) est un spécialiste du saut en hauteur russe. Il mesure 1,95 m pour 77 kg. 
Il détient, avec 2,34 m, réalisé en 2007, une des meilleures mesures de sa spécialité. Il a également réalisé 2,36 m en salle (2006 et 2008).

## Palmarès

### Championnats du monde d'athlétisme en salle
- Championnats du monde d'athlétisme en salle 2006 à Moscou,  Russie
  -  Médaille d'argent du saut en hauteur